# Josef Špaček (houslista)
Josef Špaček (* 17. října 1986 Třebíč) je český houslista, v letech 2011–2020 koncertní mistr České filharmonie.

## Život
Pochází z muzikantské rodiny. Otec Josef Špaček je violoncellistou České filharmonie a mladší bratr Petr Špaček rovněž violoncellistou.

## Studia
Hře na housle se věnuje od svých šesti let. Jeho prvními učiteli byli Hana Metelková, Pavel Prantl, na Pražské konzervatoři pak Jaroslav Foltýn. Již po prvním roce na konzervatoři byl přijat na Curtisův hudební institut ve Filadelfii, kde studoval v letech 2004–2009 u Idy Kavafianové, v letech 2004–2006 ve třídě Jaimeho Lareda a v roce 2007–2008 u Shmuela Askhenasiho. Od svých 13 let se zúčastnil hudebních houslových kurzů pod vedením Stephena Shippse, R. Ricciho, Milana Vítka, Václava Hudečka a Bohuslava Matouška.
Od září 2009 pokračoval ve studiích na Juilliard School v New Yorku ve třídě Jicchaka Perlmana, která dokončil v květnu 2011. 

## Kariéra
V roce 2007 se zúčastnil jako koncertní mistr New York String Orchestra Seminar dvou koncertů v Carnegie Hall, v roce 2009 zde účinkoval jako koncertní mistr Curtisova orchestru. Jako sólista vystoupil v koncertním sálu Berlínské filharmonie, vídeňském Konzerthausu nebo amsterdamském Concertgebouw. V červnu 2011, kdy mu bylo dvacet čtyři let, se stal nejmladším koncertním mistrem v historii České filharmonie. Stálé angažmá ukončil v sezóně 2019/2020. Následně zůstal hostujícím koncertním mistrem a uměleckým partnerem českého tělesa.
Mezi dirigenty s nimiž spolupracoval, se zařadili Manfred Honeck, Semjon Byčkov, Jiří Bělohlávek, Jakub Hrůša, Christoph Eschenbach, Valerij Gergijev, Thomas Adès, Krzysztof Urbański, James Gaffigan, James Conlon, Maxim Emelyanchev, Thomas Søndergård, Cornelius Meister, Pietari Inkinen, Michael Sanderling, David Zinman, Elijahu Inbal, Marc Albrecht, Aziz Shokhakimov, Christian Vasquez, Sylvain Cambreling, Jahja Ling, Lio Kuokman, Juri Gilbo, Andreas Weiser, Anja Bihlmaier, Joshua Weilerstein, Kristiina Poska, Tomáš Netopil, Petr Popelka, Jiří Rožeň či Ondřej Kukal.
Mezi nejvýznamnější orchestry, se kterými vystupoval jako sólista, patří Chicago Symphony Orchestra, s nímž provedl málo uváděný Koncert pro housle a orchestr č. 1 Bohuslava Martinů, jenž měl světovou premiéru právě v Chicagu v roce 1973. Velmi často je zván k uvedení dalších houslových koncertů českých autorů, zejména koncertu a-moll Antonína Dvořáka. Ten provedl s Tonhalle-Orchester Zürich, orchestrem Philharmonie de Paris, s Academy of St Martin in the Fields na festivalu Dvořákova Praha, s Residentie Orkest v amsterdamském Concertgebouw, korejským KBS Symphony Orchestra v Soulu, s Atlanta Symphony Orchestra, s Deutsche radio Philharmonie nebo Rundfunk-Sinfonieorchester Berlin v sále berlínské filharmonie. Na stejném pódiu zahrál  Beethovenův houslový koncert ve spolupráci s Deutsche Symphonie-Orchester Berlin. Josef Špaček se zaměřuje také na autory dvacátého století. S BBC Philharmonic provedl houslový koncert Albana Berga, s Tokyo Metropolitan Symphony Orchestra v Suntory hall koncert pro housle č. 2 Bély Bartóka, s WDR Sinfonieorchester Köln pak skladbu Polyptyque Franka Martina.
V roce 2023 Josef Špaček s úspěchem debutoval i jako violista, když provedl Rapsodii-koncert pro violu a orchestr od Bohuslava Martinů s Českou filharmonií pod taktovkou Tomáše Netopila.
Intenzivně se věnuje také komorní hře, zejména se souborem Trio Zimbalist, které kromě něj tvoří violoncellista Timotheos Gavriilidis-Petrin a klavírista George Xiaoyuan Fu. Vystupuje také na recitálech s klavíristou Miroslavem Sekerou a s violoncellistou Tomášem Jamníkem.

## Nástroj
V roce 2019 začal hrát na housle „LeBrun; Bouthillard“ z dílny Giuseppe Guarneriho del Gesù z roku 1732, zapůjčené od Ingles & Hayday. Předtím hrál na housle francouzského houslaře Jeana-Baptista Vuillaumeho z roku 1855.

## Ocenění
- V roce 2012 se stal laureátem světové houslové soutěže Královny Alžběty v Bruselu, která je odborníky považována za největší a nejnáročnější soutěž na světě s nejdelší historií. Stal se prvním českým houslistou, který se probojoval v této soutěži do finále.
- V červnu 2009 obdržel 1. cenu na mezinárodní houslové soutěži Michaela Hilla na Novém Zélandu.
- V roce 2008 získal 3. cenu a cenu poroty mladých na mezinárodní houslové soutěži Carla Nielsena v Dánsku.
- V roce 2005 jako vítěz hudebních kurzů Václava Hudečka obdržel mistrovské housle od Martina Petlacha.
- V roce 1999 získal 1. cenu a laureátský titul absolutního vítěze na mezinárodní Kociánově houslové soutěži.
- Za mimořádné studijní výsledky obdržel na závěr studia na Curtisově hudebním institutu cenu Fritze Kreislera (2009).
- V roce 2015 obdržel dřevěnou medaili kraje Vysočina, udělovanou mladým osobnostem.[13][1]

## Nahrávky
- Ysaye Eugene: 6 Sonatas For Violin Solo Op.27 (ArteS MON, 2006)

Interpreti: Josef Špaček – housle
- Ernst: Erlkönig - Le Carnaval de Venise, Polyphonic Studies (2013 Naxos)
  - Heinrich Wilhelm Ernst: Le roi des aulnes, Op. 26 (after Schubert's Erlkönig), Variations brilliantes sur un Theme de Rossini, Op. 4, 6 Mehrstimmige Studien (6 Polyphonic Studies), Etude No. 1 in F Major: Rondino scherzo, Etude No. 2 in A Major: Allegretto, Etude No. 3 in E Major: Terzetto , Etude No. 4 in C Major: Allegro risoluto, Etude No. 5 in E-Flat Major: Air de Ballet, Etude No. 6 in G Major, "Die letze Rose" (The Last Rose of Summer): Moderato
  - Stephen Heller, Heinrich Wilhelm Ernst – Arranger: L'art de phraser, Op. 16: No. 14 in D-Flat Major
  - Heinrich Wilhelm Ernst: Élégie sur la mort d'un objet cheri (with Introduction by L. Spohr), Trio pour un violin, Le Carnaval de Venise, Op. 18, "Variations burlesques sur la canzonetta Cara mia mamma"

Interpreti: Josef Špaček – housle, Gordon Back – klavír
- Janáček, Smetana, Prokofiev (Supraphon, 2013)
  - Leoš Janáček - Sonata
  - Bedřich Smetana - From My Homeland
  - Sergey Prokofiev - Sonata for Solo Violin in D major, Op. 115; Sonata for Violin and Piano No. 1 in F minor, Op. 80

Interpreti: Josef Špaček – housle, Miroslav Sekera – klavír
- Dvořák, Suk, Janáček: Violin Concertos (Supraphon, 2015)
  - Antonín Dvořák - Violin concerto in A minor, Op. 53
  - Josef Suk - Fantasy for Violin and Orchestra in G minor, Op. 24
  - Leoš Janáček - Violin concerto "The Wandering of a Little Soul"

Interpreti: Josef Špaček – housle, Česká filharmonie, dirigent Jiří Bělohlávek
Ocenění: CD/Album of the Week, Sunday Times (2015), Recording of the Month, MusicWeb International (2015), 5 diapasons (Diapason 2015)
- Paths: Janáček, Martinů, Schulhoff, Klein (Supraphon, 2022)
  - Leoš Janáček: String Quartet No. 1 (Z podnětu L. N. Tolstého Kreutzerovy sonáty), pro housle a violoncello upravil Jiří Kabát
  - Ervín Schulhoff – Duo for Violin and Cello
  - Gideon Klein – Duo for Violin and Cello
  - Bohuslav Martinů – Duo for Violin and Cello No. 1 H 157
  - Bohuslav Martinů – Duo for Violin and Cello No. 2 H 371

Interpreti: Josef Špaček – housle, Tomáš Jamník – violoncello
Ocenění: CD-Tipp, Kulturradio SWR2 (2022), 5 diapasons (Diapason 2022)
- Martinů (Supraphon, 2023)
  - Bohuslav Martinů: Concerto for violin, piano and orchestra H 342
  - Bohuslav Martinů: Violin sonata No. 3 H 303
  - Bohuslav Martinů: Fieve short pieces H 184

Interpreti: Josef Špaček – housle, Miroslav Sekera – klavír, Symfonický orchestr Českého rozhlasu, dirigent Petr Popelka
- Trio Zimbalist: Piano Trios of Weinberg, Auerbach, & Dvořák (Cutis studio, 2024)
  - Mieczyslaw Weinberg – Piano Trio, Op. 24
  - Lera Auerbach – Piano Trio No. 1, Op. 2
  - Antonín Dvorak – Piano Trio No. 4 in E minor, Op. 90, B. 166 “Dumky”

Interpreti: Josef Špaček – housle, Timotheos Gavriilidis-Petrin – cello, George Xiaoyuan Fu – piano
Ocenění: Gramophone Magazine’s Editor’s Choice, březen 2024